# 亞力斯酒店
亞力斯酒店是在1979年建於海地首都太子港，是一家四星級的飯店，內有66個客房，住宿客多為海地有影響力的人物。在2010年海地地震當中，震垮成斷垣殘壁，當時約有400名遊客和服務人員被活埋，至今仍下落不明。